# Muchavec
Muchavec nebo také Bílý Muchavec (bělorusky Мухавец nebo Белы Мухавец) je řeka v Bělorusku (Brestská oblast). Je to pravý přítok řeky Západní Bug. Je 150 km dlouhá. Povodí má rozlohu 6350 km².

## Průběh toku
Protéká převážně přes region Polesí. Posledních 52 km na dolním toku je kanalizovaných. V ústí byla postavena hráz (глухая плотина).

## Využití
Na řece je možná vodní doprava. Je spojena Dněpersko-bugským kanálem s řekou Pripjať. Na řece leží města Kobryn, Brest a také Brestská pevnost.